# منتخب إيطاليا تحت 16 سنة لكرة القدم
منتخب إيطاليا تحت 16 سنة لكرة القدم (بالإيطالية: Nazionale Under-16 di calcio dell'Italia)‏ أو الأتزوريني (بالإيطالية:  Azzurrini)‏ هو ممثل إيطاليا الرسمي في رياضة كرة القدم لتحت 16 سنة (فئة الفتيان)، وتقع إدارته على عاتق الاتحاد الإيطالي لكرة القدم الذي تأسس في 1898 و انضم إلى الاتحاد الدولي لكرة القدم في عام 1905.

## وصلات خارجية
- الاتحاد الإيطالي (موقع رسمي من أجل أخبار المنتخب)